# British Motor Corporation
Pour les articles homonymes, voir BMC.
British Motor Corporation (BMC) était un constructeur automobile anglais fondé en 1952 par la fusion des marques Austin et de Morris. Il a disparu en 1968 avec la naissance du groupe British Leyland. Le siège social était basé à Longbridge près de Birmingham.

## Histoire
La British Motor Corporation Limited - B.M.C.Ltd était un constructeur automobile basé au Royaume-Uni, formé au début de 1952, à la suite de la fusion des entreprises Morris Motor Company et Austin Motor Company qui possédait MG, Riley Motor et Wolseley Motors.
La nouvelle société holding, B.M.C., est devenue effective mi-avril 1952. 
En septembre 1965, B.M.C. prend le contrôle de son principal fournisseur de carrosseries, Pressed Steel Company, acquérant au passage le fournisseur de carrosseries de Jaguar. En septembre 1966, B.M.C. fusionne avec Jaguar Cars. En décembre 1966, B.M.C. change son nom en British Motor Holdings Limited - B.M.H..
B.M.H. fusionne, en mai 1968, avec Leyland Motor Corporation Limited, constructeur de camions et d'autobus qui possédait Triumph Motor Company, B.M.H. devenant la principale composante de British Leyland Motor Corporation Ltd - B.L.M.C..
Une filiale appelée "British Motor Corporation Ltd" puis "B.M.C. Ltd", est restée dans le groupe B.M.H. et B.L.M.C. avant d'être renommée "Austin-Morris Ltd", lors de la disparition de la marque B.M.C.. La division Austin-Morris de British Leyland comprenait, en grande partie, les anciennes marques de B.M.C..

## Automobiles BMC
En 1958, B.M.C. engage le grand maître carrossier italien Gian-Battista Pinin Farina pour repenser toute sa gamme de voitures. Cela a abouti à la création de trois berlines baptisées "Farina", dont chacune a été conçue pour s'adapter aux différentes gammes du groupe B.M.C..

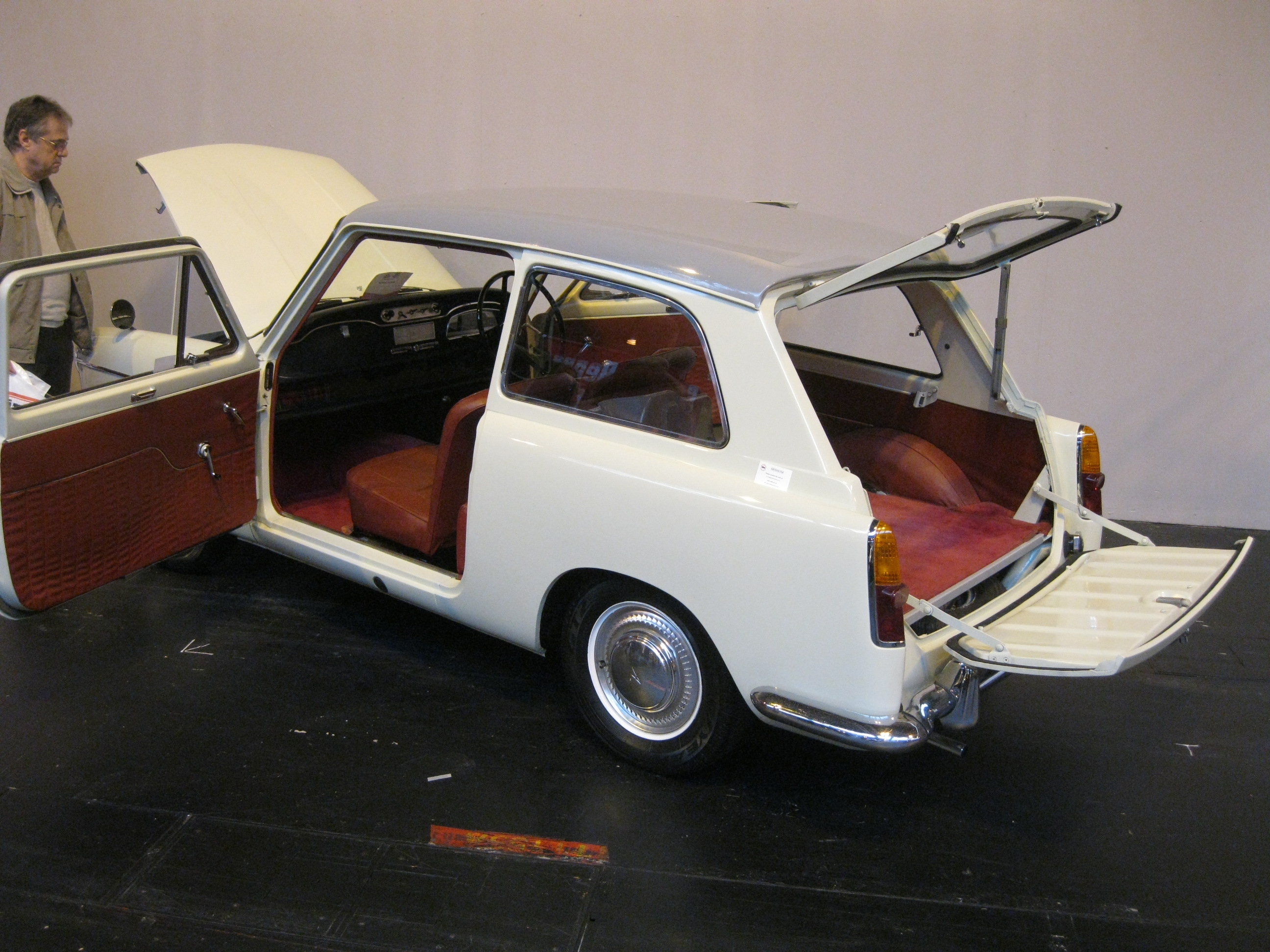
Austin A40 Farina break (ouverture hayon en deux parties)

Le modèle compact Austin A40 Farina est présenté en 1958. Il est considéré comme la première voiture à hayon produite en série. Une version break a été produite avec un hayon divisé horizontalement. Ses dimensions et sa configuration la feraient appartenir, aujourd'hui (2020), à la catégorie des petites voitures. Elle a été produite jusqu'en 1967.

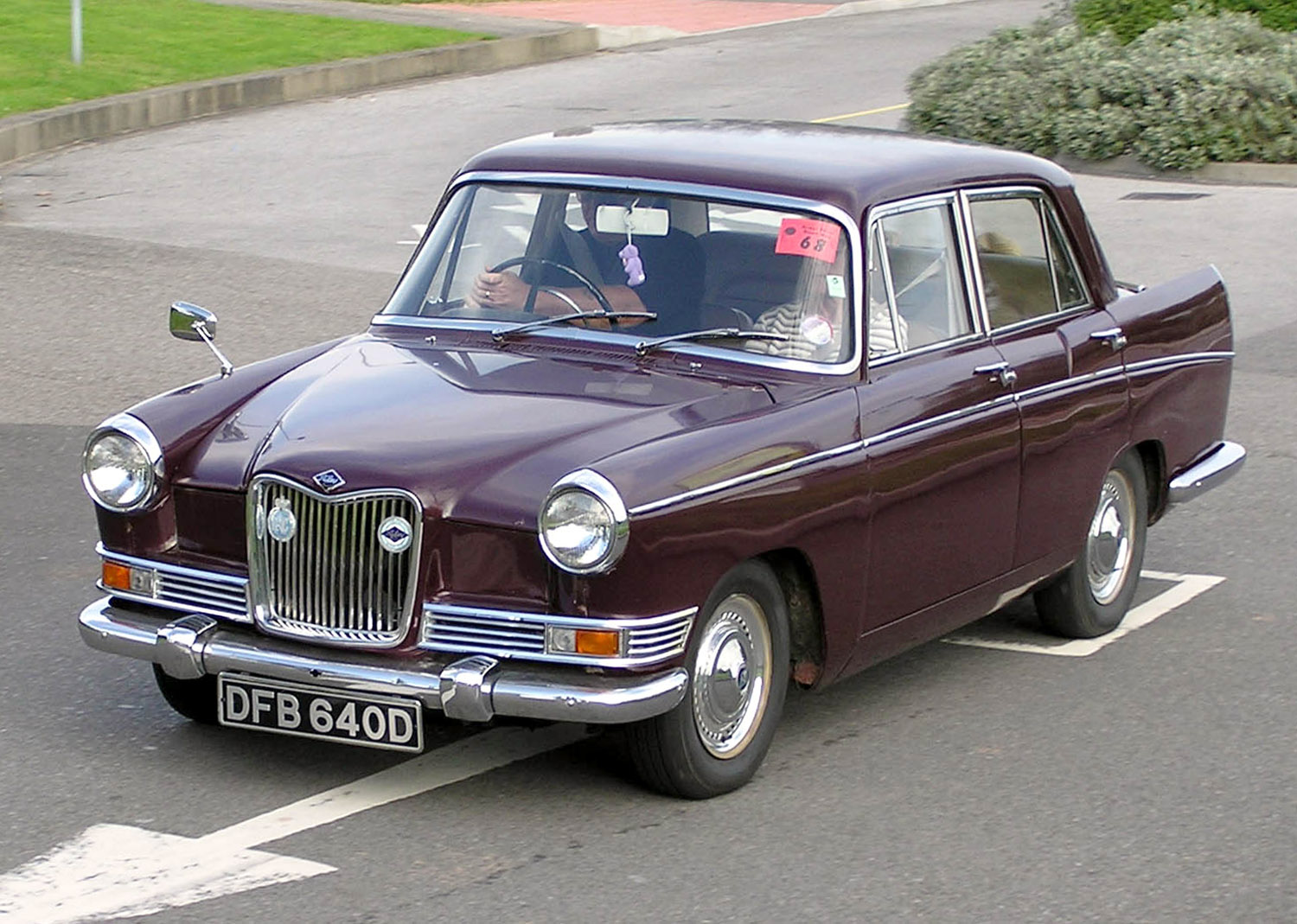
Berline Riley 4/72 de 1965

La deuxième voiture signée Pininfarina, la Wolseley 15/60, est une berline de taille moyenne lancée en 1958. Elle fait partie d'un groupe aux multiples versions comprenant la Riley 4/68 (en), l'Austin Cambridge A55 Mk II, la MG Magnette Mk III et la Morris Oxford Farina (en). En 1959, une licence est cédée à la société argentine Siam Di Tella pour produire le modèle Siam Di Tella 1500, en version berline, break Traveler et pick-up Argenta où 61 477 exemplaires ont été produits jusqu'en 1965.
La plupart de ces voitures sont restées en production jusqu'en 1961, sauf les modèles Siam Di Tella jusqu'en 1966. Elles ont été remplacées par un nouveau style de carrosserie du maître Pininfarina : Austin A60 Cambridge, MG Magnette Mk.IV,  Morris Oxford VI (en), Riley 4/72 (en) et Wolseley 16/60 et en 1964 le SIAM Magnette 1622 aux côtés de la Siam Di Tella en Argentine. La plupart de ces modèles sont restés en production jusqu'en 1968, toujours avec  la propulsion arrière.
Pininfarina a conçu également une grande voiture, lancée en 1959 sous les noms Austin A99 Westminster, Vanden Plas Princess 3 litres (en) et Wolseley 6/99 (en). Ces modèles utilisaient tous le même gros moteur 6 cylindres en ligne BMC série C. Ces grandes voitures Pininfarina ont été mis à jour en 1961 et sont devenus Austin A110 Westminster, Vanden Plas Princess 3-litre Mk.II et Wolseley 6/110 qui sont restés en production jusqu'en 1968.

### Modèles «anciens»

#### Austin
- Austin A125 Sheerline 1947-1954
- Austin A135 Princess 1947-1956
- Austin A40 Sport 1950-1953
- Austin A70 Hereford 1950-1954
- Austin A30 1951-1956
- Austin A40 Devon 1947-1952

#### MG
- MG TD 1949-1953
- MG Y-type 1947-1953

#### Morris
- Morris Minor 1948-1971
- Morris Oxford (en) (Series MO) 1948-1954
- Morris Six MS 1948-1953

#### Riley
- Riley RM series (en) 1945-1955

#### Wolseley
- Wolseley 4/50 1948-1953
- Wolseley 6/80 1948-1954
- Wolseley Oxford Taxi (en) 1947-1955

### Modèles B.M.C.

#### Austin
- Austin A40 Somerset 1952-1954
- Austin A40 Cambridge 1954-1958
- Austin A90 Westminster 1954-1968
- Austin Metropolitan (en) 1954-1961
- Austin A35 1956-1959
- Austin Lancer (Australia) 1958-1962
- Austin Princess IV 1956-1959
- Austin A40 Farina 1958-1967
- Austin A55 Cambridge 1959-1969
- Austin Seven (Mini)  1959-1989
- Austin Freeway (en) (Australia) 1962-1965
- Austin 1100/1300 1963-1974
- Austin 1800 1964-1975
- Austin 3-Litre 1967-1971
- Austin Maxi 1969-1981 (Designed in the BMC era)

#### Austin-Healey
- Austin-Healey 100 1953-1959
- Austin-Healey 3000 1959-1968
- Austin-Healey Sprite 1958-1971

#### MG
- MG A 1955-1962
- MG Magnette ZA/ZB 1953-1959
- MG Magnette Mk III/Mk IV 1959-1968
- MG Midget 1961-1974
- MGB 1962-1980
- MG 1100/1300 1962-1973
- MGC 1967-1969

#### Morris
- Morris Oxford (en) 1954-1971
- Morris Cowley 1954-1959
- Morris Isis (en) 1955-1958
- Morris Marshal (en) (Australia) 1957-1960
- Morris Major (en) (Australia) 1958-1964
- Morris Minor (Mini) 1959-1989
- Morris 1100/1300 1963-1974
- Morris 1800 1964-1975

#### Riley
- Riley Pathfinder 1953-1957
- Riley 2.6 (en) 1958-1959
- Riley 1.5 (en) 1957-1965
- Riley 4/68 1959-1961
- Riley 4/72 1961-1969
- Riley Elf 1961-1969
- Riley Kestrel (en) 1965-1969

#### Vanden Plas
- Vanden Plas 3 litre (en) 1959-1964
- Vanden Plas 1100/1300 1963-1974
- Vanden Plas Princess 4 litre R 1964-1968

#### Wolseley
- Wolseley 4/44 1952-1956
- Wolseley 6/90 1954-1959
- Wolseley 15/50 1956-1958
- Wolseley 1500 (en) 1957-1965
- Wolseley 15/60 1958-1961
- Wolseley 16/60 1961-1971
- Wolseley 6/99 (en) 1959-1961
- Wolseley 6/110 (en) 1961-1968
- Wolseley Hornet 1961-1969
- Wolseley 24/80 (en) (Australia) 1962-1967
- Wolsleley 1100/1300 1965-1973
- Wolseley 18/85 1967-1972